# Stroszek
Stroszek ist ein Film des deutschen Regisseurs Werner Herzog, der 1976/77 in Deutschland und in den USA gedreht wurde. Kinostart des Films war am 20. Mai 1977.

## Zusammenfassung
Bruno Stroszek, ein strafentlassener Straßensänger in Berlin, sucht sein Glück zusammen mit der Prostituierten Eva und seinem Nachbarn Scheitz in Amerika. Der Plan scheitert. Herzogs Film bemüht sich um größte Natürlichkeit: Der Hauptdarsteller spielt sich selbst.

## Handlung
Bruno Stroszek ist ein Straßensänger in Berlin. Gerade aus dem Gefängnis entlassen, trifft er die Prostituierte Eva wieder und bietet ihr einen Platz in seiner Wohnung an. Evas Zuhälter findet sie schnell, Eva und Bruno werden verprügelt. Die beiden beschließen, gemeinsam mit ihrem Nachbarn, dem alten Herrn Scheitz, zu dessen Neffen nach Wisconsin, USA, auszuwandern. Eva verdient das Geld für die Reise, indem sie anschaffen geht. 
In Wisconsin, in einem Dorf namens Railroad Flats, kaufen die Drei ein Mobilheim. Bruno jobbt als Mechaniker, Eva arbeitet offiziell als Kellnerin, jedoch nebenbei auch als Prostituierte. Der alte Scheitz geht seinen esoterischen Neigungen nach. Das kleine Glück hält nicht lange an: Eva brennt mit zwei Truckern durch. Alsbald lässt die Bank den Wohnwagen versteigern, weil das Paar den aufgenommenen Kredit nicht bedienen konnte. Stroszek und Scheitz – ohne Geld in der Tasche und ohne ein Dach über dem Kopf – wollen die Bank überfallen, die ihnen das Haus weggenommen hat. Doch da die Bank gerade geschlossen hat, überfallen sie den nächsten Friseursalon. Mit der mageren Beute kaufen sie Proviant im Supermarkt auf der anderen Straßenseite. Herr Scheitz wird unmittelbar danach verhaftet. 
Stroszek entkommt und landet in Cherokee, dem Hauptort des Indianerreservats Qualla Boundary, in North Carolina. Am Ende setzt er sich, mit einem Gewehr bewaffnet, in eine Bergseilbahn. Dann ist ein lauter Knall, möglicherweise ein Schuss, zu hören. Kurz darauf rückt die örtliche Polizei an. Die Ursache des Knalls bleibt offen, und damit auch, ob sich Bruno erschossen hat.

## Entstehung
Seine erste Hauptrolle spielte Bruno S. 1974 in Werner Herzogs Film Jeder für sich und Gott gegen alle – Kaspar Hauser. Werner Herzog war von seiner schauspielerischen Leistung beeindruckt und versprach ihm die Hauptrolle in Woyzeck. Herzog entschied sich dann aber doch für Klaus Kinski. Um sein Versprechen zu halten, schrieb Herzog innerhalb von fünf Tagen das Drehbuch zu Stroszek, das ganz auf Bruno S. zugeschnitten war.
Viele Episoden des Films stammen authentisch aus dem Leben von Bruno S. Auch viele Schauplätze des Films sind Schauplätze des wirklichen Lebens von Bruno, so zum Beispiel die Berliner Wohnung und der Hinterhof.
Der Name „Stroszek“ ist laut Herzog auf dessen ehemaligen Freund „Hauke Stroszek“ zurückzuführen, der für Herzog eine Seminararbeit schrieb, so dass dieser ihm zum Dank scherzhaft versprach, ihn unsterblich zu machen.

## Kritiken
- Stroszek wurde in der nationalen und internationalen Presse viel beachtet. Herzog war, als Stroszek erschien, schon ein international beachteter Regisseur, der wesentlich zu der Strömung des sogenannten Neuen Deutschen Films beitrug. Der halbdokumentarische Stil (ein bewusstes Stilmerkmal Herzogs) wurde von vielen Kritikern als mangelnde handwerkliche Sorgfalt missverstanden, während andere den Film als sehr authentisch und glaubhaft lobten. Vor allem in den USA löste der Film ein beachtliches Presseecho aus. “Stroszek (1977) is one of the oddest films ever made”, sagte beispielsweise die Chicago Sun-Times.
- Roger Ebert vergab 4 von 4 möglichen Sternen und schreibt: „Wir sehen mit einer gewissen Faszination zu, denn Herzog löst sich von der Erzählung und folgt seinen Figuren durch die unerbittliche Logik ihres Abenteuers. Dazu kommt die eindringliche Wirkung des Auftritts von Bruno S., der sich in jedem Moment selbst spielt.“[2]

- Stroszek sei Herzogs „privatester und wichtigster“ Film, schreibt die Online-Zeitschrift F.LM. Obwohl er spröde und unangenehm sei, wirke er dennoch zeitlos in seinen Bildern und Gleichnissen, die den ewigen Drang nach Freiheit und Selbstbestimmung repräsentieren.
- „Große künstlerische Inspiration und Gestaltungskraft“ sah der film-dienst in Stroszek.
- Carsten Baumgardt hebt in filmstarts.de die Arbeit des Kameramanns Thomas Mauch hervor, der auf „atemberaubende Weise, durch extreme Farbgebung poetische, stilisierte Bilder“ schuf, die trotzdem nicht im Kontrast zum düsteren Ton des Films stehen.

## Auszeichnungen
- Stroszek erhielt 1978 den Preis der Deutschen Filmkritik

## Trivia
- Nachdem sich Ian Curtis, Sänger der Post-Punk-Band Joy Division, der ein großer Verehrer der Werke von Regisseur Werner Herzog war, im Mai 1980 in seiner Wohnung den Film Stroszek angeschaut hatte, nahm er sich das Leben.[3][4]